# Pilates

Pilates

Pilates, of de Pilatesmethode is een fitnesssysteem uitgewerkt in het begin van de 20e eeuw door Joseph Pilates.
Pilates noemde zijn methode Contrology omdat hij ervan overtuigd was dat zijn oefeningen de mentale vermogens gebruiken om de spieren te beheersen. De nadruk van de methode ligt bij de spieren die ervoor zorgen dat het lichaam in de correcte balans staat en de wervelkolom ondersteunen.

## Geschiedenis
Pilates ontwikkelde zijn methode tijdens de Eerste Wereldoorlog met de bedoeling het revalidatieprogramma voor oorlogsveteranen te verbeteren. Mede door zijn overtuiging dat geestelijke en lichamelijke gezondheid met elkaar verweven zijn, beval hij een aantal oefeningen aan met de nadruk op gecontroleerde precieze bewegingen. Die moesten de gewonde soldaten helpen hun gezondheid terug te vinden en hun belangrijkste spieren te verstevigen.

## Principes
In 2020 wordt een aantal versies van Pilates onderwezen en de meeste zijn gebaseerd op maximaal negen principes. Frank Philip Friedman en Gail Eisen, twee studenten van Romana Kryzanowska, publiceerden in 1980 het eerste moderne boek over Pilates, The Pilates Method of Physical and Mental Conditioning, en daarin schetsten ze zes "principes van Pilates".  Deze zijn op grote schaal overgenomen - en aangepast - door de bredere gemeenschap. De oorspronkelijke zes principes waren: ademhaling, concentratie, controle, precisie, 'centriciteit' en vloeiende bewegingen (flow). Daaraan zijn in een aantal versies uitlijning, uithoudingsvermogen en ontspanning toegevoegd. 
Ademen is belangrijk bij de Pilates-methode. In Return to Life wijdt Pilates een gedeelte van zijn inleiding specifiek aan het ademen van "lichamelijke huisreiniging met bloedcirculatie". Hij zag grote waarde in het verhogen van de zuurstofopname en de circulatie van dit zuurstofrijke bloed naar elk deel van het lichaam. Dit zag hij als reinigend en stimulerend. Een goede volledige inademing en volledige uitademing waren hierbij de sleutel. Hij adviseerde mensen om de longen eruit te persen, alsof ze een natte handdoek zouden drogen. 
Bij Pilates-oefeningen ademt de beoefenaar uit met de inspanning en weer in bij terugkeer. Om de onderbuikspieren dicht bij de wervelkolom te houden, moet de ademhaling lateraal worden gericht, in de onderste ribbenkast. Pilates-ademhaling wordt beschreven als een posterieure laterale ademhaling, wat betekent dat de beoefenaar wordt geïnstrueerd diep in de achterkant en zijkanten van zijn of haar ribbenkast te ademen. Bij uitademen wordt beoefenaars geïnstrueerd de aangrijping van hun diepe buik- en bekkenbodemspieren op te merken en deze betrokkenheid te behouden terwijl ze inademen. Pilates probeert deze ademhalingsoefening goed te coördineren met beweging.

## Zwangerschapspilates
Aan het begin van de zwangerschap ligt de nadruk op een goede stabilisatie van de rug. Dit is de basis voor een goede houding tijdens de rest van de zwangerschap. Naarmate de buik groeit, verschuift de focus wat naar gerichte training op de balans en coördinatie. De dieper gelegen spiergroepen kunnen ook worden getraind met zwangerschapspilates. Hierbij wordt dan ook focus op de benen gelegd om de extra kilo’s op te vangen.

## Nadelen
De Pilatesmethode werd meestal aangeleerd door gespecialiseerde instructeurs die een vrij hoge prijs vroegen voor hun lessen. Anno 2023 is Pilates meer algemeen en kunnen de lessen gevolgd worden in yoga- en Pilates-scholen tegen normale tarieven.
Veel van de oefeningen worden afgeraden voor zwangere vrouwen, er zijn echter ook aangepaste oefeningen.